# Westwallbunker (Pachten)

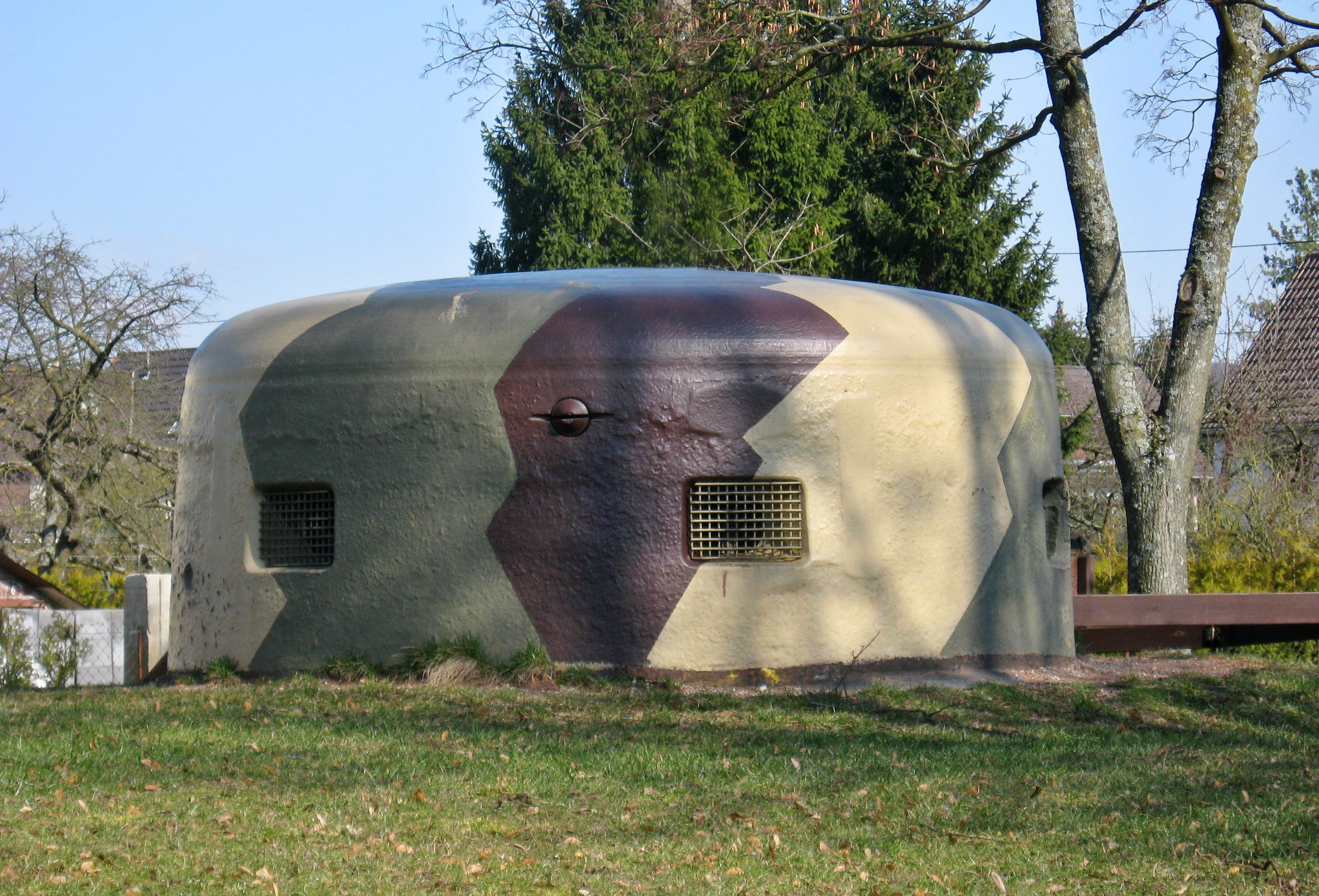
Kuppel, 2010

Der Westwallbunker (Pachten) ist ein erhaltener Bunker der Westwallanlage Dillingen. 2004 begann seine Ausgrabung und Restaurierung, die 2008 ihren Abschluss fand. Der Bunker steht seit 2006 unter Denkmalschutz und ist als Museumsbunker der Öffentlichkeit zugänglich. Er befindet sich in der Annastraße im Ortsteil Pachten.

## Historischer Kontext

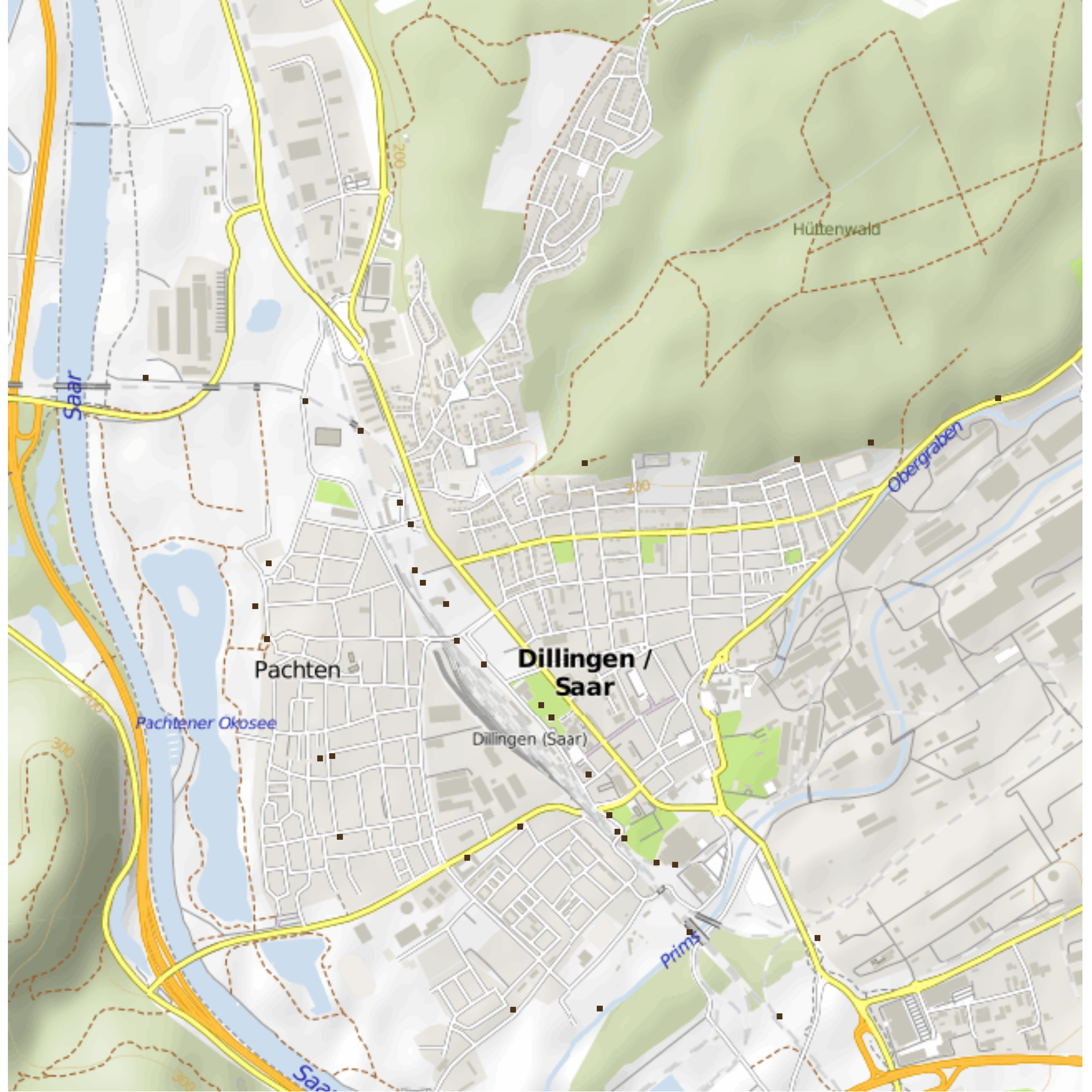
Heute noch für den Passanten sichtbare Bunker. Eine detaillierte Darstellung findet sich in den Geschichtskarten.

Erst nachdem der Bau des Westwalls schon weit fortgeschritten war, begannen die Bauaktivitäten in Dillingen. Als 1937 schon ca. 50 Anlagen errichtet waren, wurde 1938 eine neue Liste von Regelbauten erstellt. Die Intensivierung des Westwallausbaus wurde am 9. Oktober 1938 in Saarbrücken auf dem Befreiungsfeld verkündet. Die gelisteten Bunker wurden nun ausschließlich in den Baustärken B neu und A ausgeführt. Die Bauarbeiten begannen 1939 und dauerten bis 1940. Es entstand mit 165 Anlagen auf einem ca. 40 km² großen Gebiet eine hohe Dichte an Befestigungsanlagen.
Am sechsten Dezember 1944 um 2.30 Uhr marschierte das  dritte Bataillon der des 358. US-Infanterieregiments von Oberlimberg den steilen Hang hinunter zum Saarufer. Beim Abstieg verlor sich das Bataillon und konnte sich erst um 5.15 Uhr wieder sammeln, um dann südlich der Fähre (auf Höhe des heutigen Sporthafens) mit 8-Mann-Sturmbooten überzusetzen.
Da die Deutschen an dieser Stelle nicht mit einem Angriff rechneten, erreichten die Amerikaner problemlos die Wilhelmstraße. Als alle Kompanien um 7.50 übergesetzt waren und Pachten erreichten, wurden sie unter Feuer genommen, vermutlich von Bunker 20 und 17. Sie umgingen die Bunker und warteten auf die Pioniere, die die Bunker mit Sprengladungen ausschalteten. In den folgenden Wochen kam es zu erbitterten Kämpfen in Pachten und Dillingen mit hohen Verlusten auf beiden Seiten. Dabei wurden viele Bunker mehrfach wieder von den Deutschen besetzt, um dann erneut von den Amerikanern eingenommen zu werden. Als Dillingen nahezu komplett eingenommen war, wurden bis zum 22. Dezember die amerikanischen Einheiten aus dem Ort abgezogen, um in der Ardennen-Offensive eingesetzt zu werden.

## Der Bunker

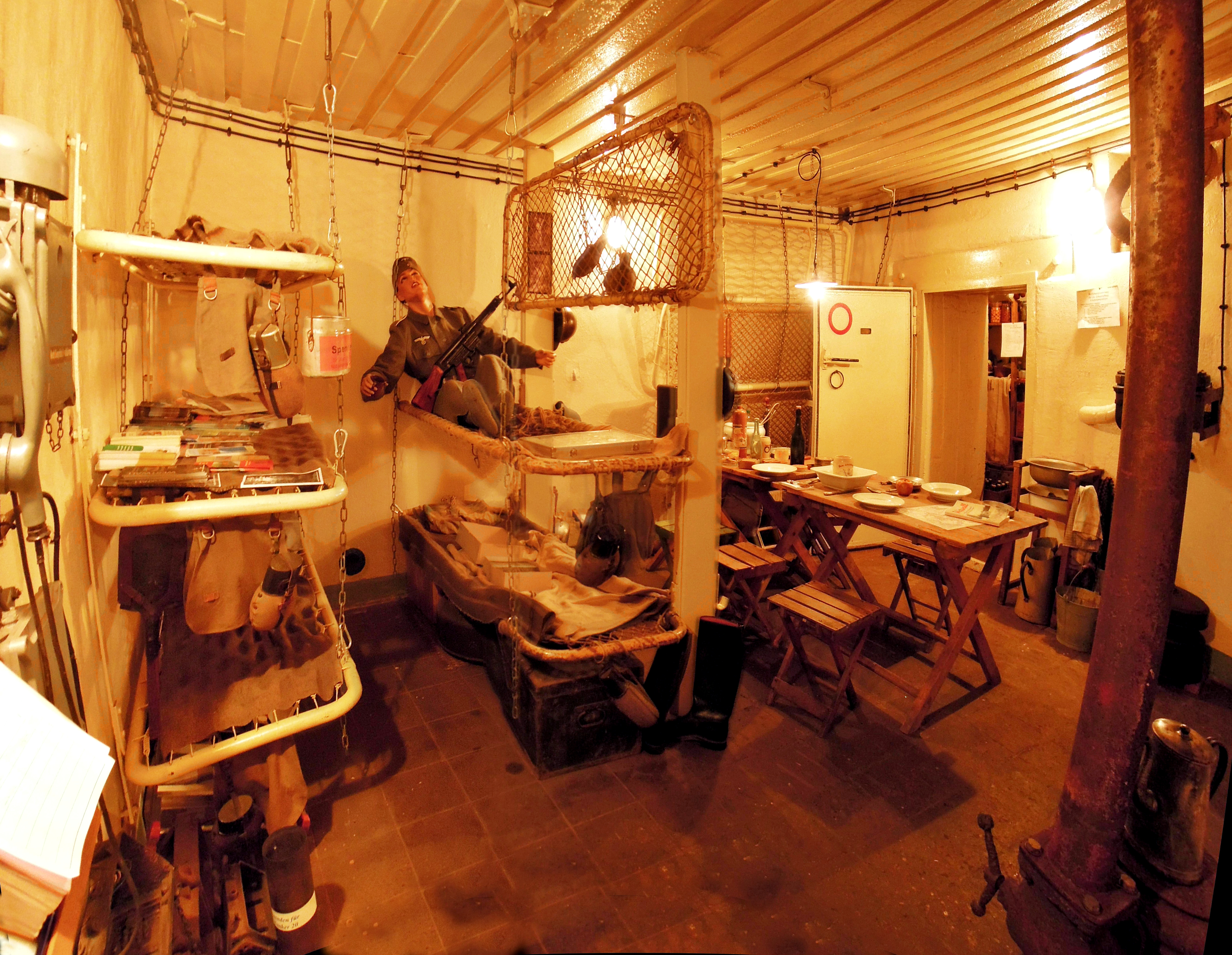
Mannschaftsraum

Der Bunker ist ein Regelbau vom Typ 114 b und trägt die Bezeichnung WH-Nr. 20. Er weicht jedoch von der Standardbauform ab, da er ein Treppenhaus besitzt. Diese Sonderkonstruktionen mit Treppenhaus wurden insbesondere im westlichen Teil der Bunkerkette gebaut, da sie im Hochwasserbereich der Saar lagen. Als Besatzung waren 12 Mann vorgesehen. Die Basis liegt in einer Tiefe von 6 m. Der Turm ist eine 20P7, hat sechs Scharten und wiegt 51 t. Der Turm war mit 2 Maschinengewehren MG 34 ausgerüstet, deren optisches Visier den seitlichen Versatz des Schaftes ermöglichte. Dadurch war der Kopf des Schützen vor dem feindlichen Feuer geschützt. Die Beobachtung des Geländes erfolgte über drei Winkeloptiken (Hersteller Busch), die jeweils 150 Grad Sehfeld hatten, sowie über eine Mitteloptik, die in der Turmmitte befestigt war und um 360 Grad drehbar war. Als Notausstieg war ein senkrechter Schacht mit rechteckigem Querschnitt vorgesehen. Über den heute zugänglichen Schacht war dann die Evakuierung durch eine Stahltür am oberen Ende möglich.

## Restaurierung
Anlass für die Restaurierung des Bunkers war sein bevorstehender Abbruch durch seinen Verwalter, die Bundesanstalt für Immobilienaufgaben. In Folge wurde im Rahmen der Aktivitäten der Dillinger Geschichtswerkstatt die Wiederherstellung des Bunkers in Form eines Museums initiiert. Schon bald nach dem Beginn der Ausgrabungen 2004 folgte 2005 in Pachten die Gründung des Vereins Projekt Westwall.

Innenansichten
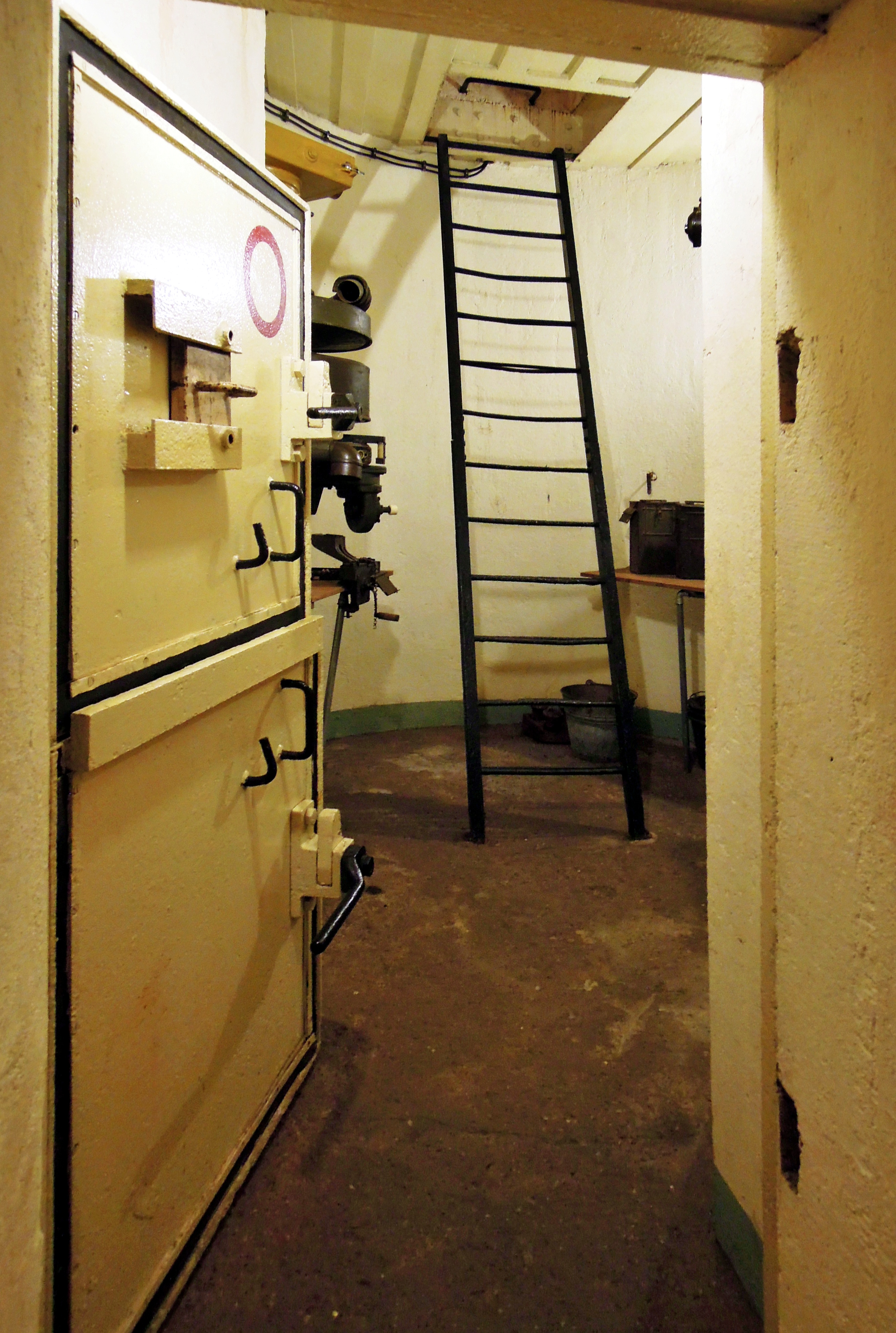
Zugang zum Turm
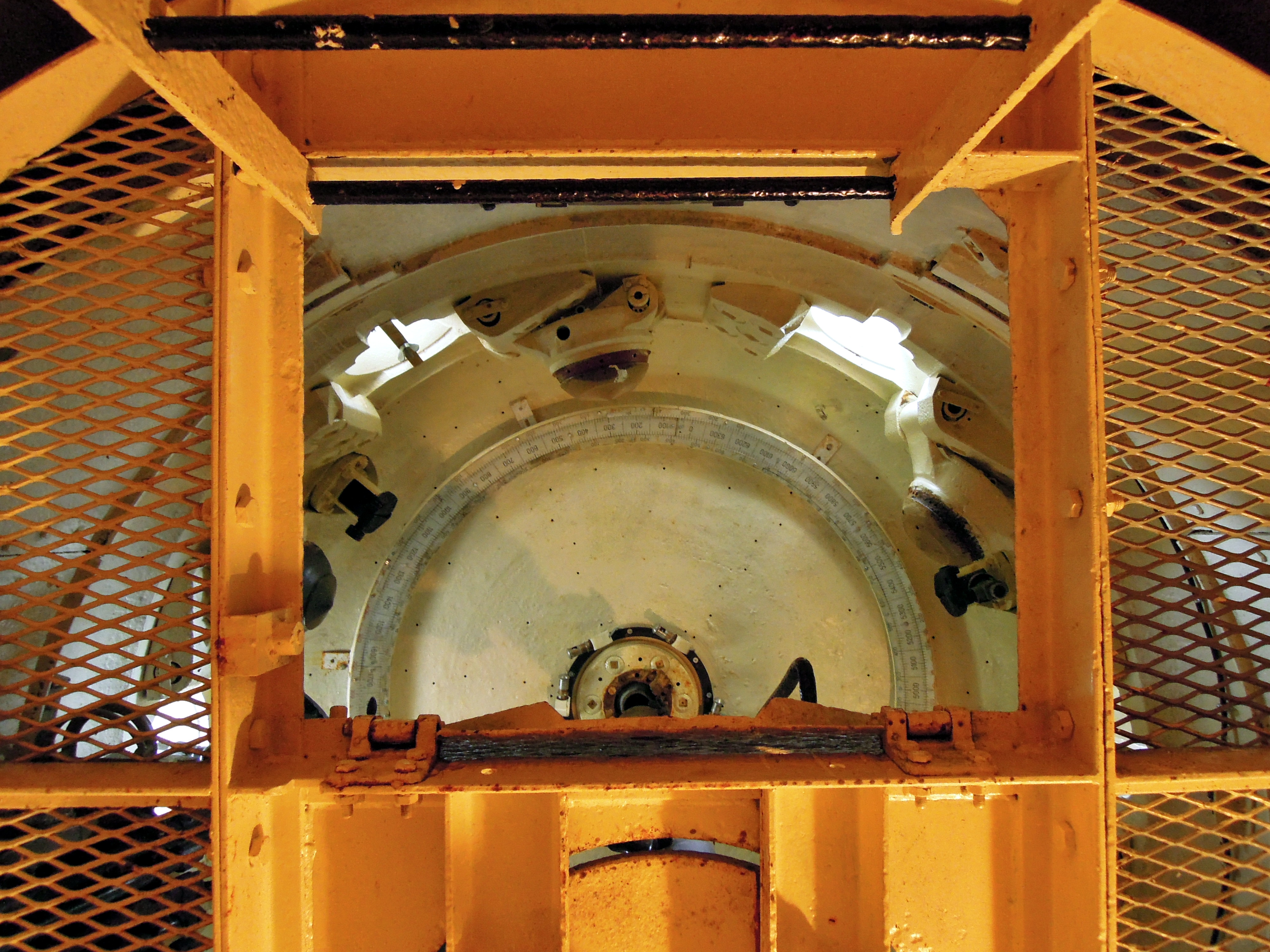
Aufstieg zum Turm
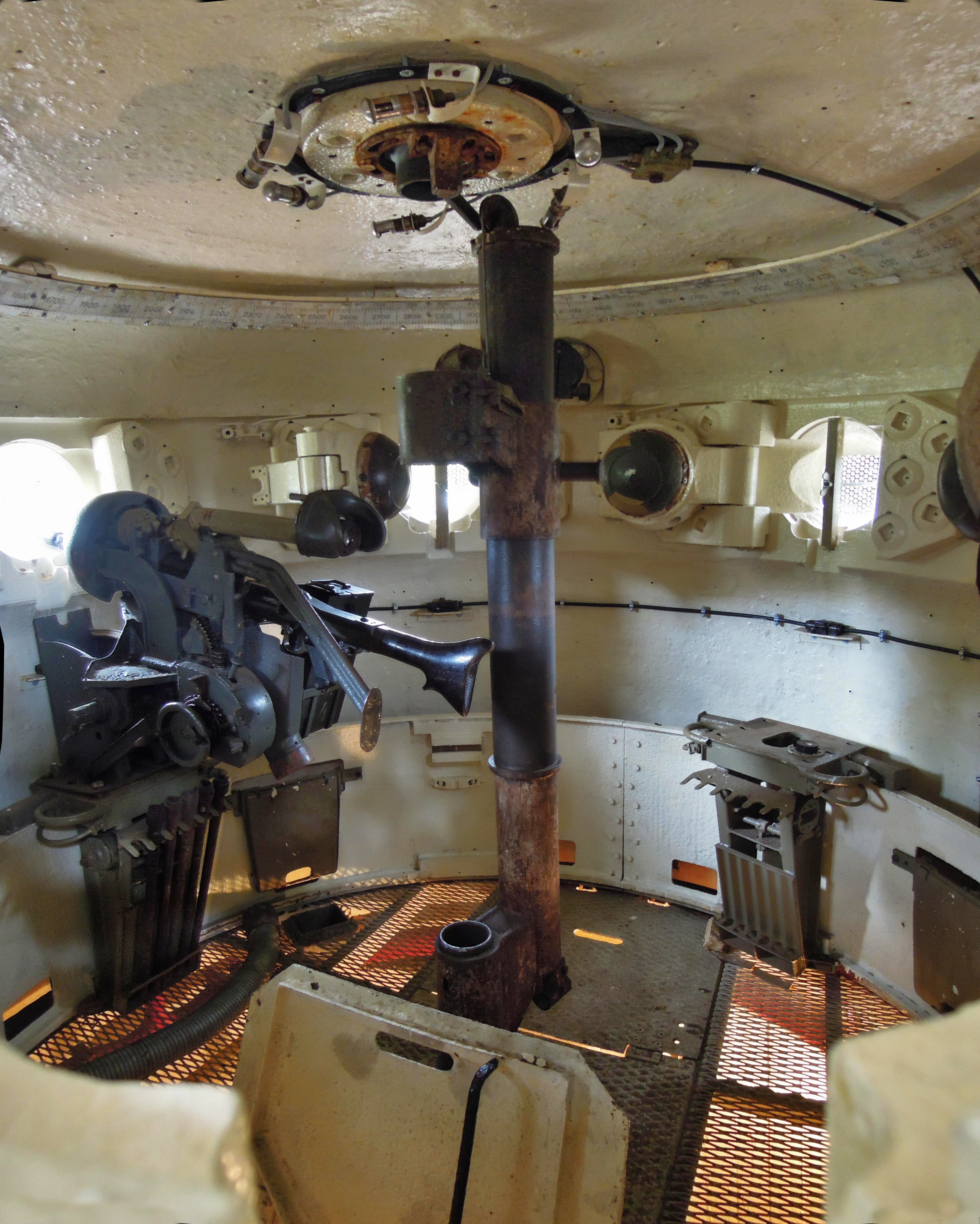
Turm mit Scharten
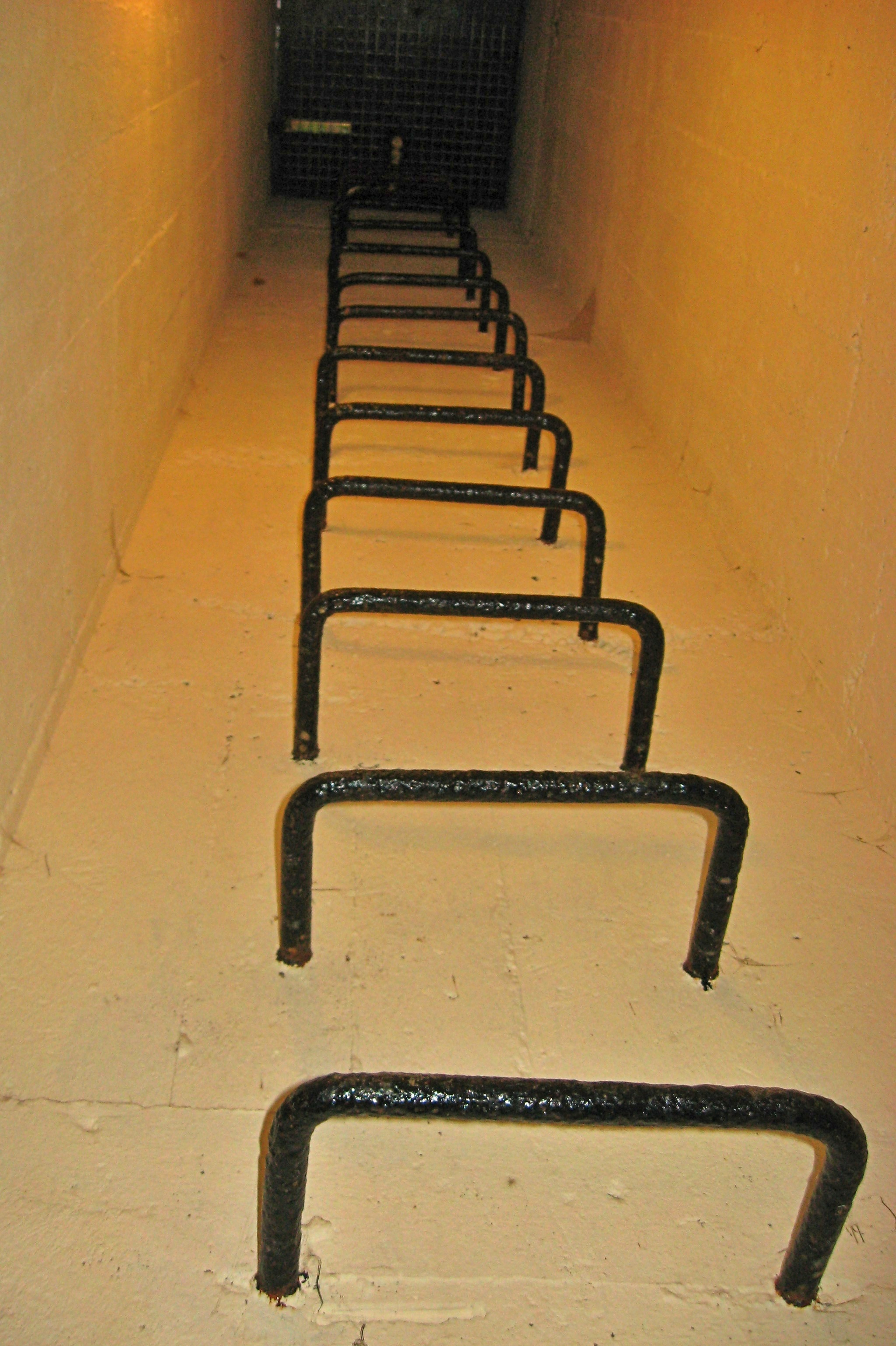
Notausstieg